# Bandes originales de Riverdale
Riverdale est une série télévisée américaine diffusée sur le réseau The CW adaptée des personnages de l'éditeur Archie Comics. Elle suit les aventures d'un groupe d'adolescents dans la mystérieuse ville de Riverdale. Sans être une série musicale, la musique est un élément récurrent de la série.
WaterTower Music publie sur les plateformes de téléchargement et de streaming légales les chansons en tant que singles après la diffusion des épisodes. Une fois la saison terminée, la maison de disque publie un album réunissant l'intégralité des chansons de la saison.
Cet article présente les bandes originales de la série.

## Généralités
| Saison | Album                                         | Nombre de pistes | Dates de sortie   | Format                          | Label                                                   |
| ------ | --------------------------------------------- | ---------------- | ----------------- | ------------------------------- | ------------------------------------------------------- |
| 1      | Original Television Soundtrack                | 12               | 12 mai 2017       | Téléchargement Streaming        | Archie Studios WaterTower Music                         |
| 1      | Original Television Score                     | 25               | 18 juillet 2017   | CD Téléchargement Streaming     | Archie Studios WaterTower Music La-La Land Records (CD) |
| 2      | Carrie The Musical                            | 11               | 19 avril 2018     | Vinyle Téléchargement Streaming | Archie Studios WaterTower Music                         |
| 2      | Original Television Soundtrack                | 9                | 18 mai 2018       | Téléchargement Streaming        | Archie Studios WaterTower Music                         |
| 2      | Original Television Score                     | 31               | 16 novembre 2018  | CD Téléchargement Streaming     | Archie Studios WaterTower Music La-La Land Records (CD) |
| 3      | Heathers: The Musical                         | 9                | 21 mars 2019      | Téléchargement Streaming        | Archie Studios WaterTower Music                         |
| 3      | Original Television Soundtrack                | 14               | 17 mai 2019       | Téléchargement Streaming        | Archie Studios WaterTower Music                         |
| 3      | Score from the Original Television Soundtrack | 15               | 22 janvier 2021   | Téléchargement Streaming        | Archie Studios WaterTower Music                         |
| 4      | Original Television Score: Halloween Episode  | 17               | 31 octobre 2019   | Téléchargement Streaming        | Archie Studios WaterTower Music                         |
| 4      | Hedwig and the Angry Inch                     | 9                | 16 avril 2020     | Téléchargement Streaming        | Archie Studios WaterTower Music                         |
| 4      | Original Television Soundtrack                | 5                | 15 mai 2020       | Téléchargement Streaming        | Archie Studios WaterTower Music                         |
| 4      | Score from the Original Television Soundtrack | 15               | 22 janvier 2021   | Téléchargement Streaming        | Archie Studios WaterTower Music                         |
| 5      | Original Television Soundtrack                | 8                | 25 août 2021      | Téléchargement Streaming        | Archie Studios WaterTower Music                         |
| 5      | The Return of the Pussycats                   | 7                | 8 septembre 2021  | Téléchargement Streaming        | Archie Studios WaterTower Music                         |
| 5      | Next to Normal                                | 16               | 30 septembre 2021 | Téléchargement Streaming        | Archie Studios WaterTower Music                         |
| 6      | American Psycho: The Musical                  | 5                | 12 juin 2022      | Téléchargement Streaming        | Archie Studios WaterTower Music                         |
| 6      | Original Television Soundtrack                | 8                | 7 octobre 2022    | Téléchargement Streaming        | Archie Studios WaterTower Music                         |

## Première saison

### Original Television Soundtrack
| 1.    | The Song That Everyone Sings     | K.J. Apa                                                               | 3:46 |
| 2.    | Fear Nothing                     | Ashleigh Murray, Asha Bromfield et Hayley Law                          | 2:37 |
| 3.    | All Through the Night            | Ashleigh Murray, Asha Bromfield et Hayley Law                          | 2:37 |
| 4.    | Dance Dance Dance                | K.J. Apa                                                               | 1:00 |
| 5.    | Candy Girl (Sugar Sugar)         | Ashleigh Murray, Asha Bromfield, Hayley Law et Madelaine Petsch        | 2:19 |
| 6.    | I Feel Love                      | Ashleigh Murray, Asha Bromfield, Hayley Law et Camila Mendes           | 3:11 |
| 7.    | I'll Try                         | K.J. Apa                                                               | 3:15 |
| 8.    | I Got You                        | K.J. Apa et Hayley Law                                                 | 3:32 |
| 9.    | Kids in America                  | K.J. Apa et Camila Mendes                                              | 2:55 |
| 10.   | Our Fair Riverdale               | Ashleigh Murray, Asha Bromfield et Hayley Law                          | 1:19 |
| 11.   | Astronaut                        | Ashleigh Murray, Asha Bromfield, Hayley Law et Camila Mendes           | 3:28 |
| 12.   | These Are the Moments I Remember | Ashleigh Murray, Asha Bromfield, Hayley Law, Camila Mendes et K.J. Apa | 2:58 |
| 32:59 |                                  |                                                                        |      |

### Original Television Score
| 1.      | Riverdale                  | 2:58 |
| 2.      | If You Love Me             | 2:06 |
| 3.      | Viral Gossip in Town       | 3:08 |
| 4.      | Everyone a Suspect         | 2:33 |
| 5.      | Receiving the Jersey       | 1:56 |
| 6.      | Doubts and Accusations     | 2:24 |
| 7.      | All is OK With Milkshakes  | 2:48 |
| 8.      | Long Reach                 | 3:47 |
| 9.      | Ended Up Drowning          | 4:11 |
| 10.     | Irreconcilable             | 3:25 |
| 11.     | So Many Questions          | 2:42 |
| 12.     | A Gift / Forced to Leave   | 3:23 |
| 13.     | Not Making the Play        | 3:25 |
| 14.     | Overwhelming Evidence      | 3:53 |
| 15.     | Realizations               | 2:02 |
| 16.     | Do You Feel Guilty?        | 2:38 |
| 17.     | Into the Woods             | 3:21 |
| 18.     | Name of the Game           | 3:38 |
| 19.     | Angry and Vulnerable Girls | 2:52 |
| 20.     | Results of the Father      | 4:39 |
| 21.     | Your Father Was Arrested   | 2:44 |
| 22.     | The Recording              | 4:12 |
| 23.     | Oh, Mommy!                 | 3:51 |
| 24.     | What Floats Beneath        | 3:39 |
| 25.     | Never Safe                 | 1:59 |
| 1:18:03 |                            |      |

## Deuxième saison

### Carrie The Musical
Cet album comprend les chansons interprétées dans l'épisode Chapitre trente-et-un : La Nuit de tous les dangers qui est un épisode musical. Il reprend les chansons de la comédie musicale Carrie, adaptée du roman Carrie de Stephen King.
| 1.    | In                                     | Lili Reinhart, Camila Mendes, Madelaine Petsch, Vanessa Morgan, K.J. Apa, Shannon Purser, Casey Cott, Emilija Baranac, Ashleigh Murray et Cody Kearsley                                 | 3:18 |
| 2.    | Carrie                                 | Madelaine Petsch | 3:18 |
| 3.    | Do Me a Favor                          | Lili Reinhart, Camila Mendes, Jordan Calloway et K.J. Apa | 2:52 |
| 4.    | Unsuspecting Hearts                    | Ashleigh Murray et Madelaine Petsch | 2:55 |
| 5.    | The World According to Chris           | Camila Mendes, Lili Reinhart, Vanessa Morgan et Shannon Purser | 2:07 |
| 6.    | The World According to Chris (Reprise) | Camila Mendes | 0:38 |
| 7.    | You Shine                              | K.J. Apa, Lili Reinhart et Camila Mendes | 1:55 |
| 8.    | You Shine (Reprise)                    | Vanessa Morgan et Madelaine Petsch | 1:46 |
| 9.    | Stay Here Instead                      | Mädchen Amick et Emilija Baranac | 2:08 |
| 10.   | A Night We'll Never Forget             | K.J. Apa, Lili Reinhart, Camila Mendes, Casey Cott, Vanessa Morgan, Shannon Purser, Emilija Baranac, Cody Kearsley, Jordan Calloway, Mädchen Amick, Ashleigh Murray et Madelaine Petsch | 2:51 |
| 11.   | Evening Prayers                        | Mädchen Amick | 2:48 |
| 26:32 |                                        | |      |

### Original Television Soundtrack
| 1.    | Milkshake                    | Ashleigh Murray, Asha Bromfield et Madelaine Petsch          | 2:56 |
| 2.    | Out Tonight                  | Ashleigh Murray, Asha Bromfield, Hayley Law et Camila Mendes | 3:47 |
| 3.    | Spooky                       | Ashleigh Murray                                              | 2:40 |
| 4.    | Mad World                    | K.J. Apa, Camila Mendes et Lili Reinhart                     | 3:08 |
| 5.    | God Rest Ye Merry, Gentlemen | Ashleigh Murray et Casey Cott                                | 2:10 |
| 6.    | Union of the Snake           | Camila Mendes, Asha Bromfield et Hayley Law                  | 2:43 |
| 7.    | Bitter Sweet Symphony        | Ashleigh Murray et Camila Mendes                             | 4:05 |
| 8.    | Sufferin' Till Suffrage      | Ashleigh Murray et Camila Mendes                             | 1:42 |
| 9.    | You'll Never Walk Alone      | Madelaine Petsch                                             | 1:50 |
| 25:01 |                              |                                                              |      |

### Original Television Score
| 1.      | I Froze - The Black Hood                   | 3:14 |
| 2.      | Code Breaking - Lodge Scheming             | 3:06 |
| 3.      | Forming the Red Circle                     | 2:27 |
| 4.      | Make Good Decisions                        | 1:50 |
| 5.      | Asking Leniency                            | 1:41 |
| 6.      | Cheryl Committed                           | 2:24 |
| 7.      | I Was in Love Once                         | 2:22 |
| 8.      | Not a Killer                               | 2:26 |
| 9.      | Sent to the Southside                      | 3:40 |
| 10.     | Challenging the Ghoulies                   | 3:10 |
| 11.     | Like Romeo and Juliet                      | 2:32 |
| 12.     | Defeating the Black Hood                   | 1:56 |
| 13.     | Won't Let It Go                            | 1:41 |
| 14.     | Less Pony, More Snake - You Broke My Heart | 2:16 |
| 15.     | Dangerous Game                             | 3:04 |
| 16.     | Double Breakup                             | 2:30 |
| 17.     | Quiet the Darkness Inside                  | 2:49 |
| 18.     | Everything Falls Apart                     | 1:58 |
| 19.     | Or You Could Stay                          | 3:11 |
| 20.     | Darkness Begins to Fall                    | 2:54 |
| 21.     | Truth About Being Mayor                    | 2:45 |
| 22.     | The Cabin                                  | 2:14 |
| 23.     | Challenging Hiram                          | 1:19 |
| 24.     | Just When You Felt Safe                    | 3:14 |
| 25.     | Archie Held Captive                        | 2:16 |
| 26.     | Conclusions                                | 2:41 |
| 27.     | New Serpent King                           | 2:14 |
| 28.     | I'll Never Be Like You                     | 1:49 |
| 29.     | A Better Tomorrow                          | 3:23 |
| 30.     | Hiram's Master Plan                        | 3:39 |
| 31.     | Foolish Question                           | 2:14 |
| 1:17:57 |                                            |      |

## Troisième saison

### Heathers: The Musical
Cet album comprend les chansons interprétées dans l'épisode Chapitre cinquante-et-un : L'éclate qui est un épisode musical. Il reprend les chansons de la comédie musicale Heathers: The Musical, adaptée du film Fatal Games de Michael Lehmann. 
L'épisode utilise les paroles des chansons de la version scolaire du spectacle, les paroles de la version officielle étant trop explicites pour être diffusées sur The CW.
| 1.    | Beautiful         | Casey Cott, Madelaine Petsch, Camila Mendes, Ashleigh Murray, K.J. Apa, Lili Reinhart, Cole Sprouse et Charles Melton                                                                         | 4:52 |
| 2.    | Candy Store       | Madelaine Petsch, Lili Reinhart, Camila Mendes, Vanessa Morgan et Bernadette Beck | 2:42 |
| 3.    | Fight for Me      | Ashleigh Murray et K.J. Apa | 2:04 |
| 4.    | Big Fun           | Zoé De Grand Maison, Casey Cott, Charles Melton, Madelaine Petsch, Vanessa Morgan, Bernadette Beck, K.J. Apa, Camila Mendes, Ashleigh Murray, Jordan Connor, Drew Ray Tanner et Lili Reinhart | 2:59 |
| 5.    | Dead Girl Walking | Vanessa Morgan, Bernadette Beck, Jordan Connor et Madelaine Petsch | 3:25 |
| 6.    | Our Love Is God   | Zoé De Grand Maison, Casey Cott et Drew Ray Tanner | 2:58 |
| 7.    | Seventeen         | Lili Reinhart, Cole Sprouse, Vanessa Morgan et Madelaine Petsch | 3:13 |
| 8.    | Lifeboat          | Camila Mendes | 1:38 |
| 9.    | Seventeen         | Lili Reinhart, Madelaine Petsch, Camila Mendes, Ashleigh Murray, Vanessa Morgan, Cole Sprouse, K.J. Apa, Jordan Connor, Casey Cott, Charles Melton, Zoé De Grand Maison et Drew Ray Tanner    | 2:31 |
| 26:22 |                   | |      |

### Original Television Soundtrack
| 1.    | Jailhouse Rock                | Ashleigh Murray, Madelaine Petsch et Camila Mendes        | 2:28 |
| 2.    | Anything Goes                 | Ashleigh Murray                                           | 2:53 |
| 3.    | Another Hundred People        | Ashleigh Murray                                           | 2:12 |
| 4.    | Dream Warriors                | K.J. Apa, Ashleigh Murray, Camila Mendes et Lili Reinhart | 3:04 |
| 5.    | Cabaret                       | Ashleigh Murray                                           | 3:20 |
| 6.    | Maybe This Time               | Camila Mendes                                             | 2:46 |
| 7.    | Eres tú                       | Camila Mendes                                             | 2:50 |
| 8.    | Sooner or Later               | Ashleigh Murray                                           | 3:19 |
| 9.    | People Like Us                | Ashleigh Murray et K.J. Apa                               | 3:44 |
| 10.   | We Don't Need Another Hero    | Ashleigh Murray                                           | 3:12 |
| 11.   | Don't Let Me Be Misunderstood | Gina Gershon                                              | 2:06 |
| 12.   | Call Your Girlfriend          | Camila Mendes et Vanessa Morgan                           | 3:48 |
| 13.   | Back to Black                 | Ashleigh Murray                                           | 4:02 |
| 14.   | Daddy Lessons                 | Camila Mendes                                             | 3:50 |
| 43:00 |                               |                                                           |      |

### Score from the Original Television Soundtrack
| 1.      | How the Summer Passed              | 5:35 |
| 2.      | Prison and Fire Babies             | 4:38 |
| 3.      | The Farm and the Warden            | 4:56 |
| 4.      | The Midnight Club                  | 3:21 |
| 5.      | Prison Games and the Red Paladin   | 6:02 |
| 6.      | The Pact                           | 3:52 |
| 7.      | Goodbye, Ronnie                    | 3:37 |
| 8.      | Under Quarantine / Archie Returns  | 6:16 |
| 9.      | Unmasking the Gargoyle King        | 3:37 |
| 10.     | The Red Dahlia                     | 5:35 |
| 11.     | Secrets and Games                  | 6:14 |
| 12.     | Final Trials                       | 6:58 |
| 13.     | Betty Goes After the Gargoyle King | 5:22 |
| 14.     | Confronting Psychopaths            | 5:27 |
| 15.     | Naked and Afraid                   | 2:22 |
| 1:13:00 |                                    |      |

## Quatrième saison

### Original Television Score: Halloween Episode
Cet album comprend les musiques composées spécialement pour l'épisode Chapitre soixante-et-un : Halloween.
| 1.    | Video Tape / Say Goodbye to Jason              | 2:26 |
| 2.    | Halloween Costumes / The Stonewall Four        | 1:44 |
| 3.    | Jason’s Ghost is Mad / Jughead Gets Drugged    | 1:45 |
| 4.    | Trick or Treat / Jughead Wakes in a Coffin     | 1:30 |
| 5.    | Have You Checked the Children?                 | 1:20 |
| 6.    | Dodger at the Party                            | 1:11 |
| 7.    | Time for a Treat / Twins Are Sleeping          | 1:23 |
| 8.    | Caught Red-Handed / Bloody Jellybean           | 1:43 |
| 9.    | Buried Alive / Pressured by Honey              | 2:01 |
| 10.   | Keep the Party Going / Julian Moving the Board | 3:04 |
| 11.   | Agree to Your Terms                            | 1:34 |
| 12.   | Tracing the Caller                             | 2:53 |
| 13.   | The Family Man / Hiding in the Dark            | 2:19 |
| 14.   | Invited to the FBI                             | 0:49 |
| 15.   | The Morning After                              | 2:28 |
| 16.   | Prank Gone Too Far                             | 1:39 |
| 17.   | All Ends Well??                                | 3:28 |
| 33:17 |                                                |      |

### Hedwig and the Angry Inch
Cet album comprend les chansons interprétées dans l'épisode Chapitre soixante-quatorze : Vilaine petite ville qui est un épisode musical. Il reprend les chansons de la comédie musicale Hedwig and the Angry Inch.
| 1.    | Wicked Little Town       | Casey Cott, K.J. Apa, Camila Mendes, Vanessa Morgan, Madelaine Petsch, Marisol Nichols, Mark Consuelos, Lili Reinhart, Mädchen Amick, Skeet Ulrich, Trinity Likins, Cole Sprouse, Charles Melton, Drew Ray Tanner, Jordan Connor, Alvin Sanders et Martin Cummins | 3:27 |
| 2.    | Random Number Generation | Casey Cott, K.J. Apa, Madelaine Petsch, Camila Mendes, Vanessa Morgan, Lili Reinhart, Charles Melton, Drew Ray Tanner et Jordan Connor | 2:46 |
| 3.    | Tear Me Down             | Casey Cott, Vanessa Morgan, Drew Ray Tanner et Jordan Connor | 3:35 |
| 4.    | Wig in a Box             | Lili Reinhart, Madelaine Petsch, Camila Mendes, Vanessa Morgan et Casey Cott | 4:40 |
| 5.    | Sugar Daddy              | Madelaine Petsch et Vanessa Morgan | 3:50 |
| 6.    | Exquisite Corpse         | Cole Sprouse, Lili Reinhart, K.J. Apa et Camila Mendes | 2:38 |
| 7.    | The Origin of Love       | K.J. Apa, Lili Reinhart, Camila Mendes et Cole Sprouse | 5:11 |
| 8.    | Wicked Little Town       | K.J. Apa et Lili Reinhart | 3:21 |
| 9.    | Midnight Radio           | K.J. Apa, Camila Mendes, Cole Sprouse, Lili Reinhart, Casey Cott, Madelaine Petsch, Vanessa Morgan, Charles Melton, Drew Ray Tanner et Jordan Connor | 4:28 |
| 33:58 |                          | |      |

### Original Television Soundtrack
| 1.    | Amazing Grace                           | Ashleigh Murray                                   | 3:23 |
| 2.    | All That Jazz                           | Camila Mendes, Madelaine Petsch et Vanessa Morgan | 3:21 |
| 3.    | Saturday Night's Alright (For Fighting) | Camila Mendes et Casey Cott                       | 2:27 |
| 4.    | Cherry Bomb                             | Madelaine Petsch, Camila Mendes et Vanessa Morgan | 1:56 |
| 5.    | Carry the Torch                         | K.J. Apa                                          | 1:51 |
| 12:59 |                                         |                                                   |      |

### Score from the Original Television Soundtrack
| 1.      | Dad Is Gone                    | 5:55 |
| 2.      | Bringing Fred Home             | 4:21 |
| 3.      | Fast Times at Riverdale High   | 5:27 |
| 4.      | Dog Day Afternoon              | 5:30 |
| 5.      | Hereditary, Riverdale Style    | 5:12 |
| 6.      | New Conspiracy Theory          | 4:56 |
| 7.      | The Ice Storm                  | 4:32 |
| 8.      | In Treatment                   | 6:25 |
| 9.      | Quill and Scroll               | 6:07 |
| 10.     | The Ides of March              | 4:56 |
| 11.     | This Is Nice                   | 3:43 |
| 12.     | Into the Lion Den              | 4:38 |
| 13.     | The Death of Jughead Jones     | 4:37 |
| 14.     | Jughead Funeral / Betty Threat | 5:21 |
| 15.     | Tangerine and Honey            | 3:41 |
| 1:15:00 |                                |      |

## Cinquième saison

### Original Television Soundtrack
| 1.    | Carry the Torch         | Camila Mendes                                                                   | 1:46 |
| 2.    | Good Riddance           | K. J. Apa                                                                       | 2:36 |
| 3.    | After Dark              | Vanessa Morgan et Drew Ray Tanner                                               | 2:47 |
| 4.    | Shallow                 | Camila Mendes et Chris Mason                                                    | 3:18 |
| 5.    | Stupid Love             | Madelaine Petsch                                                                | 3:16 |
| 6.    | Walking in Space        | Lili Reinhart, Madelaine Petsch, Nathalie Boltt et Erinn Westbrook              | 3:38 |
| 7.    | Nothin' but a Good Time | Camila Mendes, Erinn Westbrook Lili Reinhart, Madelaine Petsch et Mädchen Amick | 2:43 |
| 8.    | Everything's Alright    | Casey Cott et Madelaine Petsch                                                  | 3:32 |
| 23:39 |                         |                                                                                 |      |

### The Return of the Pussycats
Cet album comprend les chansons interprétées dans l'épisode Chapitre quatre-vingt-onze : Les Pussycats qui est un épisode musical. Il est centré sur le groupe Josie et les Pussycats.
| 1.    | It's All Coming Back to Me | Ashleigh Murray, Hayley Law et Asha Bromfield                                                         | 3:34 |
| 2.    | It's Gonna Rain            | Ajay Musodi, Ashleigh Murray, Diandra Lee, Eduardo Vasquez, James Ross, Kyra Leroux et Quincy Pipella | 1:54 |
| 3.    | Physical                   | Asha Bromfield et Hayley Law                                                                          | 3:14 |
| 4.    | Little Shop of Horrors     | Vanessa Morgan, Erinn Westbrook et Camille Hyde                                                       | 2:24 |
| 5.    | Josie and the Pussycats    | Ashleigh Murray, Hayley Law et Asha Bromfield                                                         | 0:40 |
| 6.    | Get Up                     | Ashleigh Murray, Hayley Law et Asha Bromfield                                                         | 2:49 |
| 7.    | Stars                      | Ashleigh Murray                                                                                       | 3:18 |
| 17:57 |                            | |      |

### Next to Normal
Cet album comprend les chansons interprétées dans l'épisode Chapitre quatre-vingt-quatorze : Comme si de rien n'était qui est un épisode musical. Il reprend les chansons de la comédie musicale Next to Normal.
| 1.    | Just Another Day                         | Lili Reinhart, Mädchen Amick, Jacquie Lee et Tyson Ritter | 3:28 |
| 2.    | I Miss the Mountains                     | Lili Reinhart et Mädchen Amick | 3:44 |
| 3.    | Everything Else                          | Lili Reinhart, Mädchen Amick et Jacquie Lee | 1:52 |
| 4.    | Perfect for You                          | Cole Sprouse et Erinn Westbrook | 2:05 |
| 5.    | Superboy and the Invisible Girl          | Camila Mendes | 1:53 |
| 6.    | It's Gonna Be Good                       | Lili Reinhart, Mädchen Amick, Jacquie Lee et Tyson Ritter | 1:29 |
| 7.    | She's Not Here                           | Lili Reinhart | 1:19 |
| 8.    | I'm Alive                                | Jacquie Lee et Tyson Ritter | 3:14 |
| 9.    | I Am the One                             | Lili Reinhart, Jacquie Lee et Tyson Ritter | 3:19 |
| 10.   | Didn't I See This Movie                  | Madelaine Petsch | 1:00 |
| 11.   | I've Been                                | Lili Reinhart et Casey Cott | 2:44 |
| 12.   | Make Up Your Mind / Catch Me I'm Falling | Lili Reinhart, Camila Mendes, Vanessa Morgan et Casey Cott | 3:00 |
| 13.   | Hey #3 / Perfect for You (Reprise)       | Cole Sprouse et Erinn Westbrook | 2:23 |
| 14.   | A Promise                                | Lili Reinhart | 2:12 |
| 15.   | Maybe (Next to Normal)                   | Lili Reinhart et Mädchen Amick | 3:02 |
| 16.   | Light                                    | K. J. Apa, Lili Reinhart, Camila Mendes, Mädchen Amick, Casey Cott, Vanessa Morgan, Madelaine Petsch, Drew Ray Tanner, Erinn Westbrook, Ryan Robbins et Kyra Leroux | 4:23 |
| 41:17 |                                          | |      |

## Sixième saison

### American Psycho: The Musical
Cet album comprend les chansons interprétées dans l'épisode Chapitre cent douze : American Psychos qui est un épisode musical. Il reprend les chansons de la comédie musicale American Psycho, adaptée du roman du même titre de Bret Easton Ellis.
| 1.    | Not A Common Man      | Casey Cott | 2:13 |
| 2.    | Bread and Roses       | Vanessa Morgan, Erinn Westbrook, K. J. Apa et Drew Ray Tanner                                                 | 1:45 |
| 3.    | You Are What You Wear | Vanessa Morgan, Erinn Westbrook, Camila Mendes, Lili Reinhart, Madelaine Petsch, Caroline Day et Sophia Tatum | 1:52 |
| 4.    | Killing Spree         | Casey Cott | 2:15 |
| 5.    | A Girl Before         | Lili Reinhart                                                                                                 | 2:15 |
| 11:32 |                       | |      |

### Original Television Soundtrack
| 1.    | Marry the Night        | Camila Mendes | 3:37 |
| 2.    | It's Not Unusual       | Casey Cott | 2:06 |
| 3.    | Private Dancer         | Erinn Westbrook et Vanessa Morgan | 3:14 |
| 4.    | Toxic                  | Camila Mendes | 3:18 |
| 5.    | Karnak's Dream of Life | Camila Mendes | 0:47 |
| 6.    | Ladies Who Lunch       | Camila Mendes | 4:01 |
| 7.    | It's Your Wedding Day  | Casey Cott, Kyra Leroux, Leonard Jackson, Ryan Petersen et Laura Jane Scott                                                            | 2:58 |
| 8.    | The End of the World   | K.J. Apa, Lili Reinhart, Camila Mendes, Madelaine Petsch, Vanessa Morgan, Casey Cott, Drew Ray Tanner, Erinn Westbrook et Caroline Day | 4:07 |
| 24:12 |                        | |      |